# Graafschap Charolais
Charolais is een historisch graafschap in Frankrijk in het tegenwoordige departement Saône-et-Loire in de regio Bourgogne-Franche-Comté. Hoofdstad was de stad Charolles.
Charolais werd door Filips de Stoute, hertog van Bourgondië, in 1390 gekocht. Hij gaf het in apanage aan zijn kleinzoon Filips de Goede die dus de eerste graaf van Charolais was binnen het huis Valois-Bourgogne. Op zijn beurt gaf deze het aan zijn zoon Karel.
Na het overlijden van Karel de Stoute kwam Charolais onder het huis Habsburg. Vanaf dat moment is de geschiedenis van het graafschap Charolais nauw verbonden met die van Franche-Comté, tot koning Lodewijk XIV van Frankrijk het in 1684 op de Spaanse Habsburgers en het Heilige Roomse Rijk veroverde. Bij het Bestand van Regensburg kwam het gebied voor twintig jaar aan koninkrijk Frankrijk, en vanaf dat moment werd Charolais een onderdeel van de provincie Bourgondië.